# Marc Blume
Marc Blume (Lüdinghausen, 28 dicembre 1973) è un ex velocista tedesco, campione europeo indoor dei 60 metri piani nel 1996. È il fratello gemello del velocista Holger Blume.

## Biografia
Marc Blume, tra i più forti atleti europei tra fine anni novanta ed inizio millennio, iniziò a mettersi in luce a 20 anni, nel 1993, quando fu campione tedesco dei 100 metri piani e si classificò sesto nella staffetta 4×100 metri ai Mondiali casalinghi di Stoccarda. L'anno dopo fu sesto nei 100 metri agli Europei di Helsinki e nel 1995 giunse quinto ai Mondiali di Göteborg con la staffetta 4×100 metri.
Preparatosi da tre anni con l'allenatore Ronald Stein, nel 1996 si qualificò per la finale dei 60 metri piani negli Europei indoor a Stoccolma. Il principale candidato al titolo era lo svedese Peter Karlsson, idolo di casa. Blume, che non era annoverato tra i favoriti, riuscì invece a sorprendere tutti battendo il britannico Jason John e Karlsson, aggiudicandosi l'oro col tempo di 6"62. Dopo altri piazzamenti minori, nel 2002 vinse, grazie alla squalifica degli originali vincitori britannici, il bronzo nella staffetta 4×100 metri agli Europei di Monaco di Baviera come secondo componente di una squadra formata anche da Ronny Ostwald, Alexander Kosenkow e Christian Schacht.
A partire dal 2006 Marc Blume ha ridotto gli impegni, partecipando solo ai meeting indoor tedeschi sui 60 metri piani. Ha un personale di 10"13 sui 100 metri e di 20"47 sui 200 metri piani.

## Record nazionali

### Seniores
- Staffetta 4×200 metri: 1'23"98 ( Karlsruhe, 26 febbraio 2006) (Sebastian Ernst, Marc Blume, Jan Schulte, Ronny Ostwald)

## Palmarès
| Anno | Manifestazione    | Sede       | Evento      | Risultato        | Prestazione | Note |
| ---- | ----------------- | ---------- | ----------- | ---------------- | ----------- | ---- |
| 1992 | Mondiali juniores | Seul       | 100 m piani | 6º               | 10"57       |      |
| 1993 | Mondiali          | Stoccarda  | 100 m piani | Quarti di finale | 10"32       |      |
| 1994 | Europei           | Helsinki   | 100 m piani | 6º               | 10"40       |      |
| 1995 | Mondiali indoor   | Barcellona | 60 m piani  | 5º               | 6"59        |      |
| 1995 | Mondiali          | Göteborg   | 100 m piani | Quarti di finale | 10"40       |      |
| 1995 | Mondiali          | Göteborg   | 200 m piani | Batteria         | 20"86       |      |
| 1996 | Europei indoor    | Stoccolma  | 60 m piani  | Oro              | 6"62        |      |
| 1996 | Giochi olimpici   | Atlanta    | 100 m piani | Quarti di finale | 10"33       |      |
| 1996 | Giochi olimpici   | Atlanta    | 4×100 m     | Semifinale       | dnf         |      |
| 1998 | Europei           | Budapest   | 4×100 m     | 5º               | 39"09       |      |
| 2000 | Giochi olimpici   | Sydney     | 100 m piani | Batteria         | 10"42       |      |
| 2002 | Europei           | Monaco     | 4×100 m     | Bronzo           | 38"88       |      |

## Altre competizioni internazionali
1994
- Coppa Europa di atletica leggera ( Birmingham)

1995
- Coppa Europa di atletica leggera ( Villeneuve d'Ascq)

1996
- Coppa Europa di atletica leggera ( Madrid)

1998
- 7º in Coppa del mondo ( Johannesburg), 100 metri - 10"30

2002
- Coppa Europa di atletica leggera ( Annecy)
- 6º in Coppa del mondo ( Madrid), 100 metri - 10"46

2005
- Coppa Europa di atletica leggera ( Firenze)